# Florindo Sassone
Pedro Florindo Sassone (Buenos Aires, Argentina; 12 de enero de 1912 - 31 de enero de 1982) más conocido como Florindo Sassone, fue un compositor, músico, violinista y Director de orquesta argentino.

## Carrera
Hijo de Carlos María y Luisa Cosso de Sassone, y heredero de los estilos de Carlos Di Sarli y Osvaldo Fresedo, Florindo Sassone, tuvo una destacada trayectoria en la década del '30 pero sin fortuna publicitaria y sin llegar al disco. A partir de su reaparición a mediados e 1946 marcó el comienzo de su exitosa carrera.
Luego de recibirse de profesor de violín, debuta profesionalmente en un conjunto que dirigía Antonio Polito que actuaba en Radio Belgrano. Al año siguiente pega el gran salto y pasa a ser violinista en la orquesta de Roberto Firpo. 
En 1935, formó su primer orquesta, debutó el 1 de enero de 1936 en Radio Belgrano y actuó en el café El Nacional, llamado la Catedral del tango de la calle Corrientes y el cabaré Marabú ubicado en Maipú 359, con la voz de Alberto Amor, quien estaba debutando profesionalmente a los 19 años. Tiempo más tarde Sassone pasó a Radio El Mundo donde hizo un programa, todos los mediodías, con una gran orquesta que tenía percusión, arpa y otros exóticos instrumentos.
Empezó a grabar para la RCA Víctor en 1947, contando durante su permanencia en este sello con cantores como Jorge Casal, Ángel "Paya" Díaz, Roberto Chanel, Carlos Malbrán, Raúl Lavalle y Rodolfo Galé. En 1959, Sassone pasó a Odeon, con diferentes vocalistas donde los registros instrumentales fueron adquiriendo mayor presencia. A partir de 1971 rotó para varios sellos: Carmusic, País, Music Hall, Embassy y Microfón.
Cuando Casal quiso pasarse a la orquesta de Aníbal Troilo, Sassone apeló ante el Sindicato Argentino de Músicos porque su orquesta tenía firmado un contrato para realizar los bailes de Carnaval de 1950, por lo que Jorge Casal debió realizar esas actuaciones antes de su incorporación a la orquesta de Pichuco.
En 1960, Osvaldo De Santi dejó la orquesta de Alberto Mancione e ingresa a la de Florindo Sassone, realizando presentaciones por LR1 Radio El Mundo y Canales 7 y 11 (Así canta Buenos Aires) de televisión. En esa década llegó a tener un programa, donde era la figura estelar.
En 1962, la orquesta contaba con un equipo de músicos excepcional: Osvaldo Requena en el piano; en la línea de bandoneones estaban Pastor Cores, Carlos Pazos, Jesús Méndez y Daniel Lomuto; en los violines, Roberto Guisado, Claudio González, Carlos Arnaiz, Domingo Mancuso, Juan Scafino y José Amatriain; con Enrique Marcheto en el contrabajo.
En 1966, viajó al Japón donde se presentó en las más importantes ciudades por espacio de varios meses. Para esa ocasión llevó como cantor a Mario Bustos. Seis años más tarde vuelve a ese país, esta vez con otra voz: Luciano Bianco.
En 1957 y 1971 puso música a la milonga Baldosa floja, con la colaboración de Julio Bocazzi, y al tango El último escalón, ambas con letra de Dante Gilardoni. Como compositor también le pertenecen: los tangos instrumentales: El relámpago, Cancha y junto a Mazzea, Rivera Sud, Bolívar y Chile, Tango caprichoso, Esquina gardeliana, entre otros. Por intermedio de la cantante litoraleña Ramona Galarza le presentaron a la cantante Zulema Robles con quien grabó el tango Madreselva el 28 de abril de 1970.
Colombia y Venezuela lo recibieron en 1975 y en Caracas, actuó junto a una delegación artística argentina. En esa oportunidad eran sus cantores: Oscar Macri y Rodolfo Lemos. Después una gira a Porto Alegre, en Brasil y a Asunción, capital del Paraguay.
En su discografía se observa de tanto en tanto a su Sexteto Don Florindo con el que recreaba composiciones al estilo de la Guarda Vieja.
Estuvo casado por varias décadas con su esposa de nombre María, y falleció en Buenos Aires el 31 de enero de 1982 a los 70 años de edad.

## Discografía
- Florindo Sassone con sus cantores (1947-1950), con Roberto Chanel
- La última cita (1947-1953), con Jorge Casal y Roberto Chanel.
- Florindo Sassone y sus cantores (1947-1956): Contiene los temas Volver, Canción de cuna, Por donde andarás, Puentecito de mi río, Siempre te nombra, Don Esteban, A la luz del candil, Quimero, Rencor, Y volvemos a querernos, Hoy la espero a la salida,
- Mi noche triste, La última cita, El relámpago, Testamento de arrabal, La guitarra, Vieja postal, Corriente angosta, Mi relato,  Pleito Malevo, Mi Marianela, El estrellero, Canaro y Lágrimas.
- Bahía Blanca (1959), con temas presentados por Carlos Di Sarli, como Cascabelito, Celos, Clavel del aire, El escondite de Hernando, La última cita, Madreselva, No te engañes corazón, Orquídeas a la luz de la luna, Sentimiento gaucho, Siempre te nombra y Vieja postal.[5]
- Una noche en Buenos Aires, Capitol Records (estereofónico)
- Bien milonguero, Volumen 1
- Bien milonguero, Volumen 2
- Bailamos tango?
- Dos argentinos en el mundo
- Grandes del tango 46
- Grandes tangos argentinos
- RCA del club
- Sassone en el tiempo (1976), con temas como Oh Jdonna Clara, La paloma, Tango azul, Ojos negros, Mi corazón es un violín, El escondite de Hernando, Un jardín en Italia, Escuche mi violín, Donna vatra, Celos, Orquideas y Canción de las perlas.[6]
- Florindo Sassone: instrumental
- Vol. 08.
- Tango de oro
- Tango internacional (1971) (derechos reservados 1998).